# فیبر (علوم رایانه)
در علوم رایانه، فیبر یک نخ اجرایی سبک‌وزن است.
مانند نخ‌ها فیبرها دارای فضای آدرس مشترک هستند ولی فیبرها از چندکارگی همکارانه استفاده می‌کنند ولی نخ‌ها از چندکارگی به‌کمک قبضه‌کردن استفاده می‌کنند.